# Anja Mandeljc
Anja Mandeljc, slovenska smučarska tekačica, * 4. junij 1999, Jesenice.
Mandeljc je za Slovenijo nastopila na zimskih olimpijskih igrah leta 2022 v Pekingu, kjer je dosegla 59. mesto v šprintu in 66. mesto na 10 km. Prvič je nastopila na svetovnih prvenstvih leta 2021, ko je dosegla 47. mesto na 10 km. V svetovnem pokalu je debitirala 20. januarja 2018 na tekmi v Planici s 57. mestom. 12. februarja 2022 je z 38. mestom na tekmi na 10 km v Lillehammerju prvič osvojila točke svetovnega pokala.